# Герцог франков
Герцог франков (лат. dux Francorum) — почётный титул (герцог) во Франкском, Западно-Франкском и Восточно-Франкском королевствах.
Титул «герцог франков» часто ошибочно переводится как «герцог Франции» или «герцог Французский». Слово дукс (dux), заимствованное у древних римлян, первоначально имело значение «вождь», «полководец».
Во Франкском королевстве первым герцогом франков стал Пипин Геристальский, майордом Австразии. В 687 году он захватил короля всех франков Теодориха III и заставил его признать Пипина майордомом всего Франкского королевства. В том же году Пипин Геристальский принял титул «герцог и князь франков» (dux et princeps Francorum). В VIII веке этот титул принял его побочный сын Карл Мартелл, тоже ставший фактическим правителем королевства.
В Западно-Франкском королевстве (будущем королевстве Франция) титул герцога франков носили некоторые представители семейства Робертинов, в частности, Роберт I, ставший потом (в 922 году) королём западных франков. Последний герцог франков из семейства Робертинов, Гуго Капет, стал в 987 году королём и основателем династии Капетингов.
В Восточно-Франкском королевстве (будущей Германской империи) в 906 году титул dux Francorum (нем. Herzog von Franken) принял Конрад I, сын Конрада, герцога Тюрингии. При этом он захватил власть над Тюрингией и прилежащими областями, населенными франками. Эту территорию стали называть Франконией. Лотарингия, также населенная в основном франками, в 895 — 925 годах была фактически независимой от Германо-римской империи. В 911 году Конрад I был избран королём Восточно-Франкского королевства. В 918 году, после смерти Конрада, «герцогом франков» (фактически — лишь герцогом Франконии) стал его младший брат Эберхард III. В 939 году Эберхард был убит в бою, а его земли стали личными владениями короля. Много лет спустя титул Herzog von Franken возродился, но для этих времен данный титул следует переводить как «герцог Франконии».